# عبد الله أحمد (لاعب كرة قدم بحريني)
عبد الله أحمد (1 يونيو 1986) لاعب كرة قدم بحريني يلعب حاليا لصالح نادي الدرجة الأولى المحرق البحريني في مركز قلب الدفاع كما يجيد اللعب في مركزي الوسط المدافع والوسط المحوري.

## العقد المالي
تبلغ قيمة شراء عقده السوقية 3 آلاف دينار بحريني (حوالي 8 آلاف دولار أمريكي) ويرتبط بعقد احترافي مع نادي المحرق يحصل بموجبه على 550 دينار بحريني (1455 دولار أمريكي) شهريا.

## الإنجازات
- الدرجة الأولى (6): 2006، 2007، 2008، 2009، 2011، 2015
- كأس ملك البحرين (7): 2005، 2008، 2009، 2011، 2012، 2013، 2016
- كأس ولي العهد (4): 2006، 2007، 2009
- كأس الاتحاد الآسيوي (1): 2008
- كأس الاتحاد البحريني (2): 2005، 2009
- كأس الخليج للأندية (1): 2012